# بوينغ 247
بوينغ 247 (بالإنجليزية: Boeing 247)‏ هي طائرة خطوط جوية بمحركين، تعتبر أول طائرة تدمج الميزات الحديثة مثل بناء هيكل كامل من المعادن وعجلات هبوط قابلة للرفع. أنتجت في الولايات المتحدة. من صناعة بوينغ. كانت تستخدم بشكل أساسي من قبل الخطوط الجوية المتحدة. كان أول طيران لها في فبراير 8, 1933. دخلت الخدمة في مايو 22, 1933، صنع منها 75 طائرة.